# Neotheronia radialis
Neotheronia radialis là một loài tò vò trong họ Ichneumonidae.